# Pietro Consolati
Pietro Leonardo hrabě Consolati (29. června 1845 Trento – 23. června 1905 Trento) byl rakouský politik italské národnosti z Tyrolska (respektive z Jižního Tyrolska), v 2. polovině 19. století poslanec Říšské rady.

## Biografie
Zasedal jako poslanec Tyrolského zemského sněmu. V roce 1875 sem byl zvolen za město Trento.
Byl i poslancem Říšské rady (celostátního parlamentu Předlitavska), kam nastoupil v doplňovacích volbách roku 1877 za kurii velkostatkářskou v Tyrolsku, 2. voličský sbor. Slib složil 19. října 1877. Mandát obhájil v řádných volbách roku 1879. Rezignaci oznámil na schůzi 14. listopadu 1881. V roce 1873 se uvádí jako hrabě Peter Consolati, c. k. komoří a koncipista na místodržitelství, bytem Trento. V roce 1879 byl řazen mezi ústavověrné poslance. Na Říšské radě se v říjnu 1879 uvádí jako člen staroněmeckého Klubu liberálů (Club der Liberalen). Patřil mezi předáky strany takzvaných austriacantů, tedy etnických Italů v Tyrolsku, kteří ale byli loajální k Rakousku a odmítali autonomistické a separatistické italské hnutí.
Roku 1880 se oženil s hraběnkou Marií von Toggenburg-Sargans (1854–1922). Z manželství vzešla dcera Maria Concetta (1881–1916), provdaná von Seyffertitz, a synové Antonio (1882–1957) a Vincenzo (1890–1916).
Zemřel po dlouhé nemoci v červnu 1905.